# Adolphe Brongniart

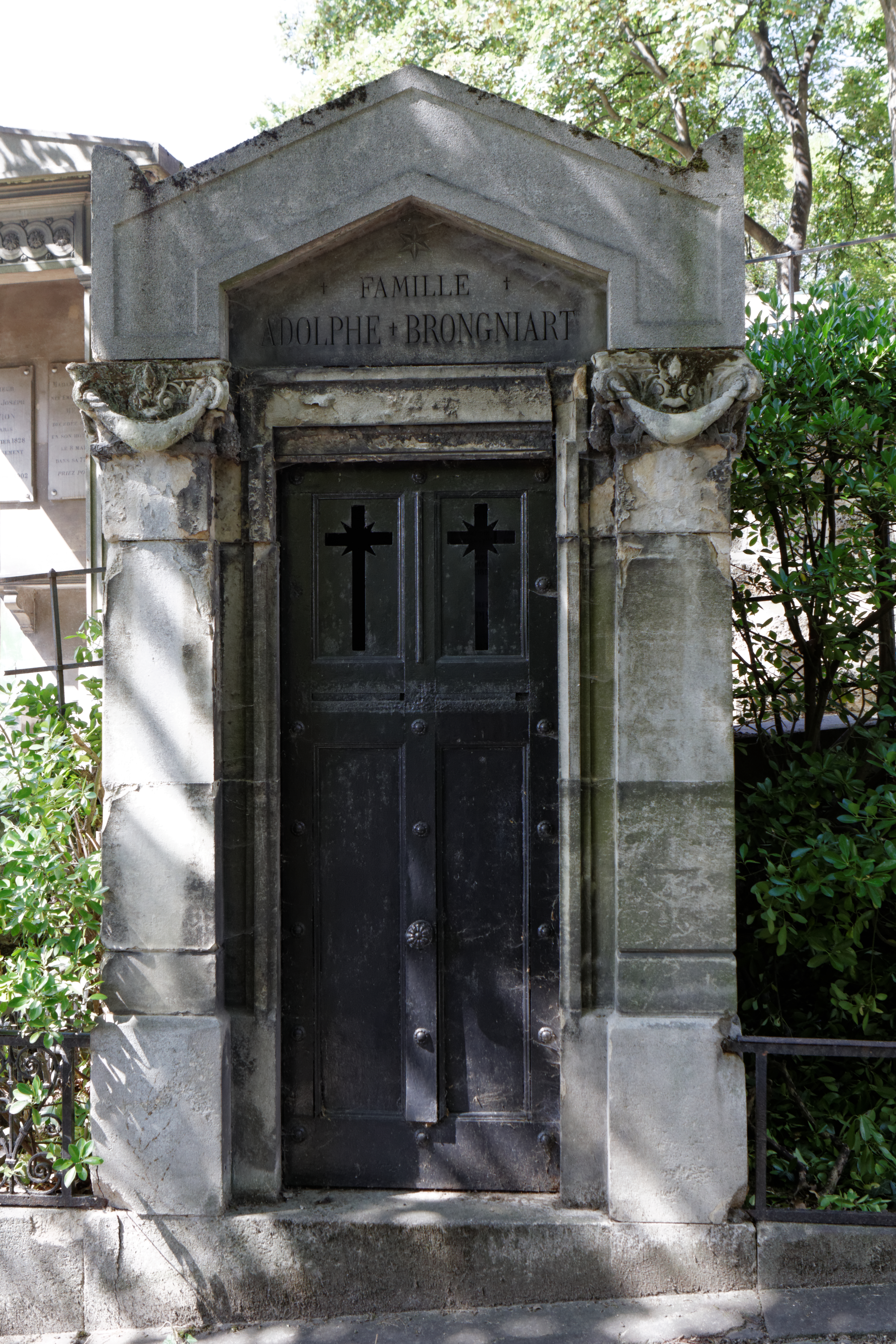
Grobowiec na cmentarzu Père-Lachaise

Adolphe Brongniart (ur. 14 stycznia 1801 w Paryżu, zm. 18 lutego 1876 tamże) – francuski geolog, botanik, twórca paleobotaniki.
Standardową skróconą formą autora, używaną do wskazania przy cytowaniu nazw botanicznych, jest Brongn..

## Życiorys
Syn geologa Aleksandra Brongniartego i wnuk architekta Aleksandra Teodora Brongniartego. Całe życie po ukończeniu studiów związany był z Muzeum Historii Naturalnej w Paryżu.
Adolphe Brongniart zapoczątkował badania nad relacjami między współczesnymi roślinami a wymarłymi. Opracował systematykę wymarłych taksonów na bazie systematyki współczesnej flory. Opisał wiele nowych taksonów roślin wymarłych, dokonał także syntezy osiągnięć wcześniejszych badaczy skamieniałości roślinnych. Jako jeden z pierwszych zwrócił uwagę na zmienność zespołów florystycznych w różnych okresach geologicznych. Wyniki swoich badań paleobotanicznych wydał m.in. w wielkiej monografii Histoire des végétaux fossiles (1828–37). Prowadził też badania botaniczne współczesnych roślin. Był jednym z założycieli periodyku naukowego Annales des Sciences Naturelles oraz Towarzystwa Botanicznego Francji, którego został pierwszym przewodniczącym.
Ważniejsze prace Brongniartego
- Histoire des végétaux fossiles (1828–37)
- Sur la generation et le developpement de l'embryon des Phanerogames
- Recherches sur la structure et les fonctions des feuilles
- Nouvelles Recherches sur 1'Epiderme
- Recherches sur l'organisation des tiges des Cycadees
- Enumeration des genres de plantes cultivees au Musee d’Histoire Naturelle de Paris (1843),

## Rodzaje roślin ustanowione przez Brongniartego, ze wskazaniem ich przynależności rodzinnej
- Ampelidaceae
  - Laea Brongn.

- Apiaceae
  - Amni Brongn.

- Araceae
  - Scaphispatha Brongn. ex Schott
  - Taccarum Brongn. ex Schott
  - Taccarum Brongn.

- Araliaceae
  - Myodocarpus Brongn. & Gris

- Arecaceae
  - Cyphokentia Brongn.
  - Kentiopsis Brongn.

- Brassicaceae
  - Ethionema Brongn.

- Bromeliaceae
  - Aechmaea Brongn.
  - Androlepis Brongn. ex Houllet
  - Araeococcus Brongn.
  - Echinostachys Brongn.
  - Melinonia Brongn.
  - Neumannia Brongn.
  - Pepinia Brongn. ex Andre
  - Pogospermum Brongn.

- Bruniaceae
  - Audouinia Brongn.
  - Berardia Brongn.
  - Berzelia Brongn.
  - Raspalia Brongn.
  - Thamnea Sol. ex Brongn.
  - Tittmannia Brongn.

- Campanulaceae
  - Drobrowskia Brongn.

- Capparaceae
  - Courbonia Brongn.

- Coniferae
  - Pachylepis Brongn.

- Cunoniaceae
  - Pancheria Brongn. & Gris

- Cyclanthaceae
  - Ludovia Brongn.

- Cyperaceae
  - Becquerelia Brongn.
  - Elaeocharis Brongn.
  - Pleurostachys Brongn.

- Dilleniaceae
  - Trimorphandra Brongn. & Gris

- Dracaenaceae
  - Anatis Sessé & Moc. ex Brongn.

- Elaeocarpaceae
  - Dubouzetia Pancher ex Brongn.
  - Dubouzetia Pancher ex Brongn. & Griseb.

- Epacridaceae
  - Cyathopsis Brongn. & Gris

- Ericaceae
  - Scyphogyne Brongn. & Phillips
  - Scyphogyne Brongn.

- Euphorbiaceae
  - Monotaxis Brongn.

- Fabaceae
  - Bartlingia Brongn.
  - Chorosema Brongn.

- Joinvilleaceae
  - Joinvillea Gaudich. ex Brongn. & Gris

- Lamiaceae
  - Elschotzia Brongn.

- Fabaceae
  - Bartlingia Brongn.
  - Chorosema Brongn.
  - Coquebertia Brongn.
  - Dorychnium Brongn.

- Liliaceae
  - Roulinia Brongn.
  - Scleronema Brongn. & Gris
  - Xeronema Brongn. & Gris

- Lythraceae
  - Cuphoea Brongn. ex Neumann

- Malvaceae
  - Kosteletskya Brongn.
  - Lebretonnia Brongn.

- Marantaceae
  - Marantochloa Brongn. ex Gris

- Myrtaceae
  - Arillastrum Pancher ex Brongn. & Gris
  - Bertholetia Brongn.
  - Cloezia Brongn. & Gris
  - Fremya Brongn. & Gris
  - Piliocalyx Brongn. & Gris
  - Pleurocalyptus Brongn. & Gris
  - Salisia Pancher ex Brongn. & Gris
  - Spermolepis Brongn. & Gris
  - Tristaniopsis Brongn. & Gris
  - Zyzygium Brongn.

- Nyctaginaceae
  - Vieillardia Brongn. & Gris

- Orchidaceae
  - Decaisnea Brongn.
  - Hexadesmia Brongn.
  - Houlletia Brongn.
  - Oxyanthera Brongn.

- Pandanaceae
  - Barrotia Brongn.

- Parkeriaceae
  - Ceratopteris Brongn.

- Pittosporaceae
  - Cheiranthera Brongn.
  - Cheiranthera A.Cunn. ex Brongn.

- Poaceae
  - Androscepia Brongn.
  - Anomochloa Brongn.
  - Coelorachis Brongn.
  - Garnotia Brongn.
  - Lophatherum Brongn.

- Primulaceae
  - Asterolinion Brongn.

- Proteaceae
  - Garnieria Brongn. & Gris
  - Kermadecia Brongn. & Gris

- - Rhamnaceae
  - Colubrina Rich. ex Brongn.
  - Colubrina Brongn.
  - Retanilla Brongn.
  - Sageretia Brongn.
  - Scutia Comm. ex Brongn.
  - Scutia (Comm. ex DC.) Brongn.
  - Soulangia Brongn.
  - Trichocephalus Brongn.
  - Willemetia Brongn.

- Rosaceae
  - Hulthenia Brongn.

- Rubiaceae
  - Bikkiopsis Brongn. & Gris
  - Grisia Brongn.

- Scrophulariaceae
  - Alonzoa Brongn.
  - Freylenia Brongn.

- Violaceae
  - Agation Brongn.

- Zamiaceae
  - Ceratozamia Brongn.